# 淮阴地区
淮阴地区及淮阴专区为中國江苏省曾存在过的準行政区——地区（地级行政区）。

## 淮阴专区
1948年12月，中共军队在淮海战役末期占领淮阴和淮安。次年4月21日，建立属于苏北行政公署管辖的淮阴专区，包括10个县:淮阴县、淮宝县(分淮安和宝应两县京杭大运河以西部分设置，治岔河镇，1950年撤销)、泗阳县、沭阳县、灌云县、宿迁县、睢宁县、新安县（分沭阳和宿迁两县设置，治新安镇，后改名新沂县)、邳睢县(分邳县陇海路以南和睢宁县北部设置，治土山镇）和涟水县。地区公署设淮阴县。
1950年12月18日，分淮阴县城区设立清江市，地区公署驻清江市；辖1市、10县。
1953年1月将南京市、苏南行政公署和苏北行政公署合并，恢复设立江苏省，于是淮阴专区归属江苏省。
在1950年代，淮阴专区陆续发生许多变化:
1. 睢宁、邳睢和新沂3县划归徐州专区；
2. 从盐城专区划来淮安县；
3. 从安徽省宿县地区划来泗洪县、从安徽省滁县地区划来盱眙县；
4. 1956年，分淮阴、泗洪和盱眙三县设洪泽县，治高良涧镇；
5. 1957年，分灌云和涟水县设灌南县；
6. 1958年，淮阴县和清江市一度合并为淮阴市；1964年，又恢复原状。

1966年，盱眙县划归六合专区；

## 淮阴地区
1970年，淮阴专区改称淮阴地区。
1971年，六合地区撤销，盱眙县和金湖县划归淮阴地区。此后淮阴地区的行政区域保持稳定十余年，管辖1个市（清江市）和12个县：灌云、灌南、沭阳、宿迁、泗阳、涟水、淮阴、淮安、洪泽、泗洪、盱眙和金湖。
1975年，淮阴县迁治王营镇（原在清江市市内）。

## 地改市
1983年，清江市再次更名为淮阴市，升为地级市，管辖清河区、清浦区2个市辖区和11个县:灌南、沭阳、宿迁、泗阳、涟水、淮阴、泗洪、淮安、洪泽、盱眙和金湖，灌云县划归连云港市。